# José Camarasa Albertos
José Camarasa Albertos (Cabdet, 25 de juny de 1952 - València, 23 de juny de 2021) fou un advocat i polític valencià, diputat a les Corts Valencianes en la V, VI i VII Legislatures.
Era diplomat en Gestió Econòmica de Centres Hospitalaris per l'Escola d'Alta Direcció i Administració de Barcelona, i va treballar com a funcionari de la Generalitat Valenciana.
Fou vocal del Comitè Provincial del PSOE a Castella–la Manxa i regidor de l'ajuntament de Cabdet. Després fou vicepresident de la Creu Roja Espanyola al País Valencià, secretari del Consell de Salut del País Valencià i de Director del Gabinet del Conseller de Sanitat de la Generalitat Valenciana Joaquín Colomer de 1988 a 1992. Posteriorment fou diputat per la província de València pel PSPV-PSOE a les eleccions a les Corts Valencianes de 1999, 2003 i 2007. Fou un dels dos diputats socialistes valencians que implicaren Eduardo Zaplana amb el frau de Terra Mítica el 2006.
El desembre de 2009 deixava el seu escó a les Corts per tal d'entrar a formar part del consell d'administració de Bancaixa i de l'equip d'assessors del grup socialista a la Federació Valenciana de Municipis i Províncies.